# 茹魯阿河

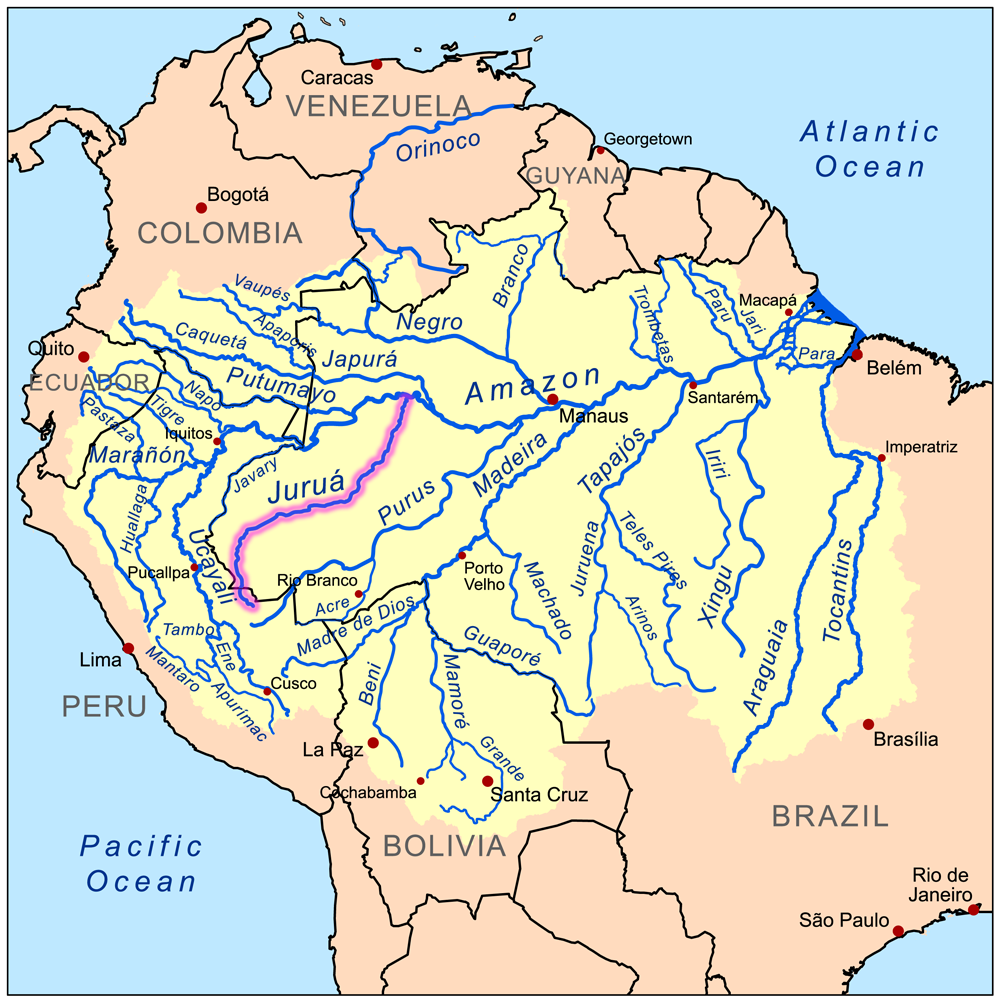
亞馬遜河流域地圖，紫色為茹魯阿河

茹魯阿河（葡萄牙語：Rio Juruá）是南美洲亞馬遜河的南支流，位於普魯斯河以西，河道全長約2,414公里，是亞馬遜河最長的支流之一。
茹魯阿河一段約1,823公里的河道能讓船隻航行。